# Jean-Baptiste Simmenauer
Jean-Baptiste Simmenauer (Angerville, 19 novembre 2000) è un pilota automobilistico francese.

## Carriera

### Karting
Simmenauer ha iniziato con il karting nel 2012 gareggiando per il team italiano Tony Kart. Nel 2015 ha conquistato il titolo nel Campionato francese di Karting.

### Toyota Racing Series
Nel dicembre 2016 è stato annunciato che Simmenauer avrebbe fatto il suo debutto in monoposto nella Toyota Racing Series, sostituendo il campione in carica Lando Norris, in seguito alla decisione di quest'ultimo di lasciare la categoria.

### Formula Renault 2.0
Nel 2017, Simmenauer ha corso per la scuderia JD Motorsport nell'Eurocup Formula Renault 2.0. Nel corso della stagione non è riuscito a segnare punti.

### Porsche Carrera Cup
Nel 2018, Simmenauer ha corso in due campionati della Porsche Carrera Cup, in Germania e in Francia, dove ha ottenuto rispettivamente 52 punti e 76 punti nel corso della stagione.

### Porsche GT3 Cup Challenge
Nel 2019 Jean-Baptiste ha corso nella Porsche GT3 Cup Challenge ottenendo tre vittorie e 8 podi in sedici gare, che gli hanno permesso di ottenere 293 punti e il terzo posto nel campionato.

### Ritorno nella Porsche Carrera Cup
Nel 2020 Simmenauer è tornato nella categoria ottenendo 5 podi in 10 gare e una vittoria che lo hanno portato al quarto posto in campionato, con 152 punti ottenuti.

## Sintesi

### Carriera in sintesi
| Stagione | Serie                               | Squadra                           | Gare | Vittorie | Pole | Giri V. | Podi | Punti | Pos. |
| -------- | ----------------------------------- | --------------------------------- | ---- | -------- | ---- | ------- | ---- | ----- | ---- |
| 2017     | Formula Renault Eurocup             | JD Motorsport                     | 22   | 0        | 0    | 0       | 0    | 0     | 27   |
| 2017     | Formula Renault 2.0 NEC             | JD Motorsport                     | 7    | 0        | 0    | 0       | 0    | 47    | 15°  |
| 2017     | Toyota Racing Series                | M2 Racing                         | 15   | 0        | 0    | 0       | 0    | 253   | 19°  |
| 2017     | NASCAR Whelen Euro Series           | Alex Caffi Motorsport             | 2    | 0        | 0    | 0       | 0    | 64    | 32   |
| 2017     | NASCAR Whelen Euro Series - Elite 2 | Alex Caffi Motorsport             | 2    | 0        | 0    | 0       | 1    | 79    | 31   |
| 2017-18  | Campionato Porsche GT3              | N / A                             | 10   | 0        | 0    | 0       | 0    | 124   | 10º  |
| 2018     | Porsche Carrera Cup Germania        | Lechner Racing                    | 12   | 0        | 0    | 0       | 0    | 52    | 12   |
| 2018     | Porsche GT3 Cup Challenge Benelux   | Team 85 Bourgoin Racing           | 2    | 0        | 0    | 0       | 0    | 0     | NC†  |
| 2018     | Porsche Supercup                    | Momo Megatron Lechner Racing Team | 1    | 0        | 0    | 0       | 0    | 0     | NC†  |
| 2019     | Porsche Carrera Cup Germania        | Lechner Racing Team               | 15   | 0        | 0    | 0       | 0    | 42,5  | 15°  |
| 2019     | Porsche Supercup                    | Lechner Racing Middle East        | 4    | 0        | 0    | 0       | 0    | 0     | NC†  |
| 2020     | Porsche Supercup                    | Lechner Racing Middle East        | 8    | 0        | 0    | 0       | 0    | 65    | 9°   |
| 2021     | Porsche Supercup                    | BWT Lechner Racing                | 6    | 0        | 0    | 0       | 0    | 26*   | 13°* |

† Poiché Simmenauer era un pilota ospite, non poteva ottenere punti.
* Stagione ancora in corso.

## Risultati

### Risultati 24 ore di Le Mans
| Anno | Team                      | Co-Piloti                | Auto     | Classe | Giri | Pos. | Classe Pos. |
| ---- | ------------------------- | ------------------------ | -------- | ------ | ---- | ---- | ----------- |
| 2025 | Inter Europol Competition | Luca Ghiotto Nick Boulle | Oreca 07 | LMP2   | 364  | 27°  | 10°         |